# 傅家祥
傅家祥（1939年6月—），男，山东巨野人，中国系统科学家，贵州大学教授，曾任中国农工民主党中央委员会常务委员，第九、十届全国政协委员。